# ميلوش بافلوفيتش (كرة سلة)
ميلوش بافلوفيتش مواليد 12 أبريل 1984 في بلغراد، جمهورية صربيا الاشتراكية، هو لاعب كرة سلة صربي سابق. لعب مع نادي إف إم بي لكرة السلة في موسم 2002–2003، ثم لعب مع نادي ماكدونيكوس لكرة السلة في موسم 2006–2007، ثم لعب مع نادي كريفباس لكرة السلة من سنة 2007 إلى 2010، ثم لعب مع نادي بيتيشت لكرة السلة في سنة 2010.

## روابط خارجية
- ميلوش بافلوفيتش (كرة سلة) على موقع الاتحاد الدولي لكرة السلة (الإنجليزية)
- ميلوش بافلوفيتش (كرة سلة) على موقع الدوري الأوروبي لكرة السلة (الإنجليزية)
- ميلوش بافلوفيتش (كرة سلة) على موقع كرة السلة الأوروبية.كوم (الإنجليزية)
- ميلوش بافلوفيتش (كرة سلة) على موقع ريلجم (الإنجليزية)
- ميلوش بافلوفيتش (كرة سلة) على موقع بروبوليرز (الإنجليزية)